# Custer State Park
Il Custer State Park è un parco statale del South Dakota e una riserva naturale nelle Black Hills, negli Stati Uniti. Il parco è il più grande e il primo parco statale del South Dakota, intitolato al tenente colonnello George Armstrong Custer. Copre un'area di oltre 287 km2 di terreno vario, comprese le praterie ondulate e le aspre montagne.
Il parco è noto per i suoi paesaggi, le sue strade panoramiche (Needles Highway e il circuito della fauna selvatica), con vista sulla mandria di bisonti e sulle città dei cani della prateria. Questo parco è facilmente accessibile su strada da Rapid City. Altre attrazioni nelle vicinanze sono Wind Cave National Park, Mount Rushmore, Jewel Cave National Monument, Crazy Horse Memorial e Badlands National Park.

## Storia
L'area originariamente era costituita da sedici sezioni, ma in seguito è stata trasformata in un unico blocco di terra a causa delle sfide del terreno. Il parco iniziò a crescere rapidamente negli anni 1920 e guadagnò nuova terra. Durante gli anni 1930 il Civilian Conservation Corps costruì chilometri di strade, allestì parchi e campeggi e costruì tre dighe che crearono un futuro di attività ricreative acquatiche nel parco. Nel 1964 sono stati aggiunti altri 93 km2.

## Fauna
Ospita una mandria di 1.500 bisonti. Nel parco abitano anche wapiti, coyote, cervi muli, cervi dalla coda bianca, capre delle nevi, cani della prateria, pecore bighorn, lontre, antilocapre, puma e asini selvatici.

## Sfoltimento annuale dei bisonti
Il parco realizza uno sfoltimento annuale del numero di bisonti che lo popolano e viene bandita un'asta a settembre, nella quale i bisonti presenti nel parco (più di 1.000) vengono ridotti di numero, e diverse centinaia vengono venduti in modo che il numero rimanente di animali sia compatibile con il foraggio prodotto dal pascolo.
Le vendite annuali iniziarono nel 1965 e ogni anno più di 10.000 persone partecipano a questa operazione.

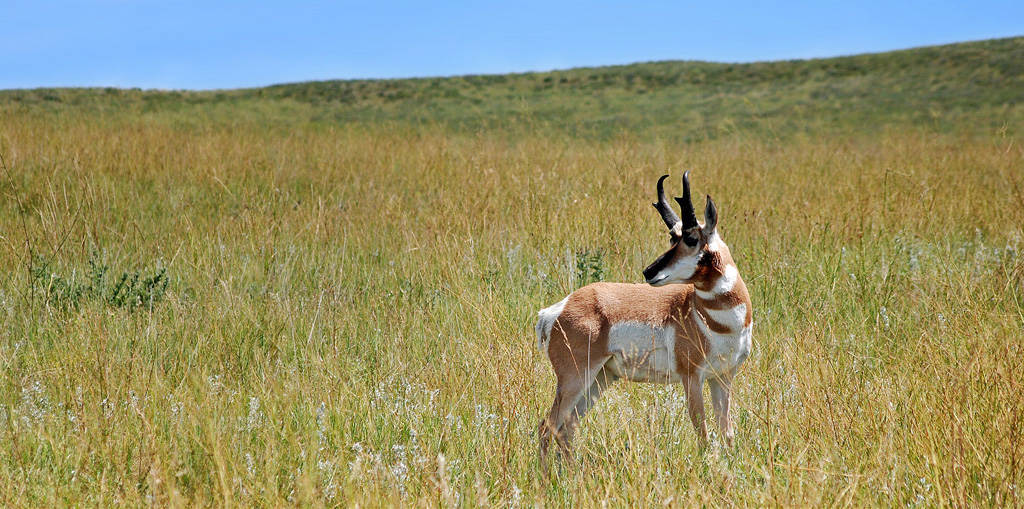
Antilocapra presso la strada ad anello della fauna selvatica
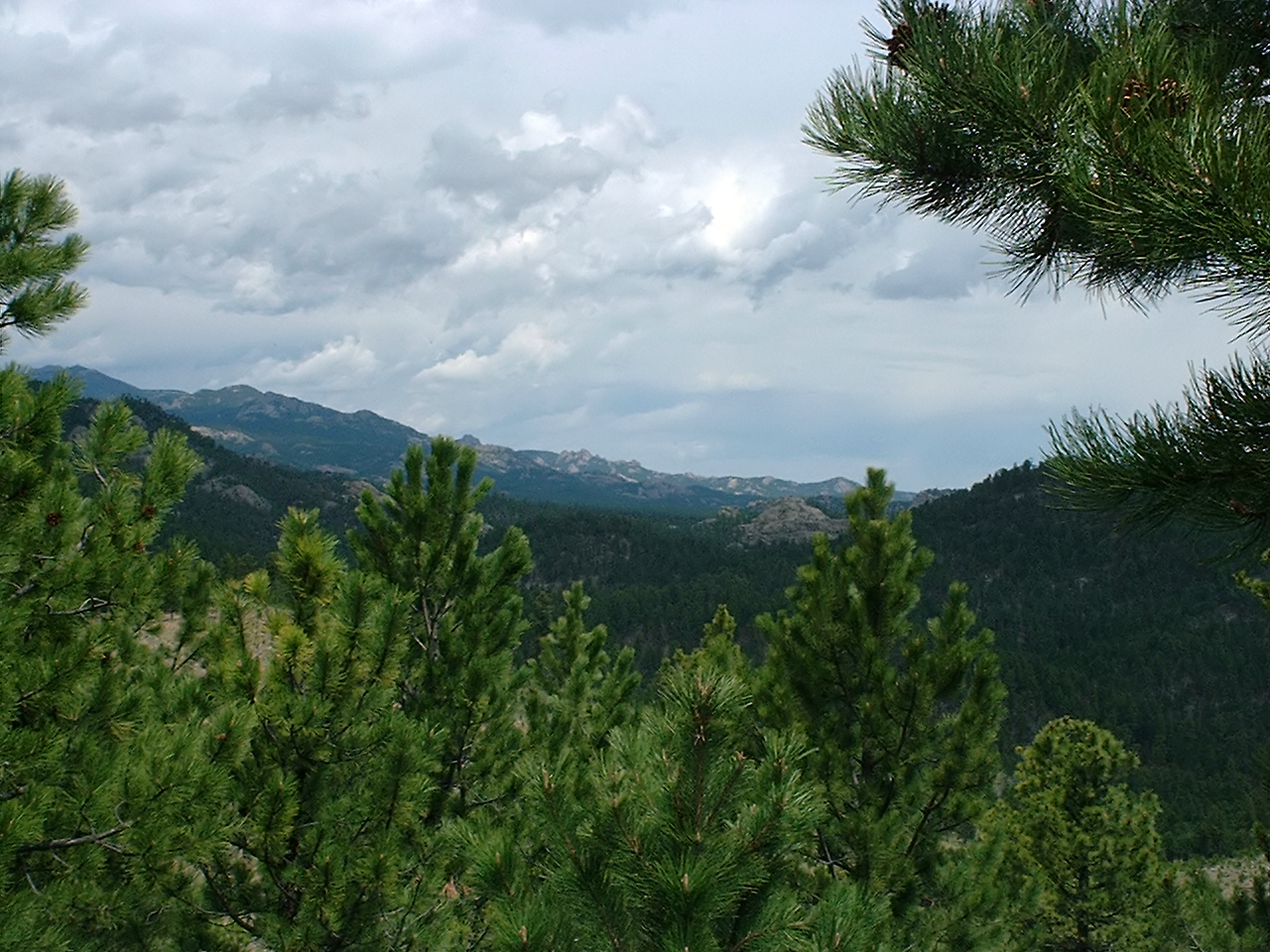
Black Hills nel Custer State Park

## Musei
Il Peter Norbeck Center è elencato nel registro nazionale dei luoghi storici e si trova sulla US Route 16A a Custer. Le mostre si concentrano sulla storia naturale e sul patrimonio culturale del parco e comprendono diorami della fauna selvatica, un dormitorio Civilian Conservation Corps e un'esposizione di prospezione dell'oro. Il centro prende il nome dal governatore e senatore del South Dakota, Peter Norbeck. Molti dei programmi naturalistici del parco iniziano al centro.
Badger Hole, noto anche come Sito storico di Badger Clark, era la casa di Charles Badger Clark (1883–1957), che fu nominato primo poeta laureato del South Dakota nel 1937 ed era noto per la sua poesia dei cowboy. La casa è mantenuta com'era quando Clark viveva lì. La gente può visitare la casa e fare un'escursione lungo l'adiacente Badger Clark Historic Trail.
Inaugurato nel maggio 2016, il centro visitatori del Custer State Park offre informazioni sugli animali del parco e un film di 20 minuti descrive in dettaglio la storia e la disposizione del parco.

## Begging Burros

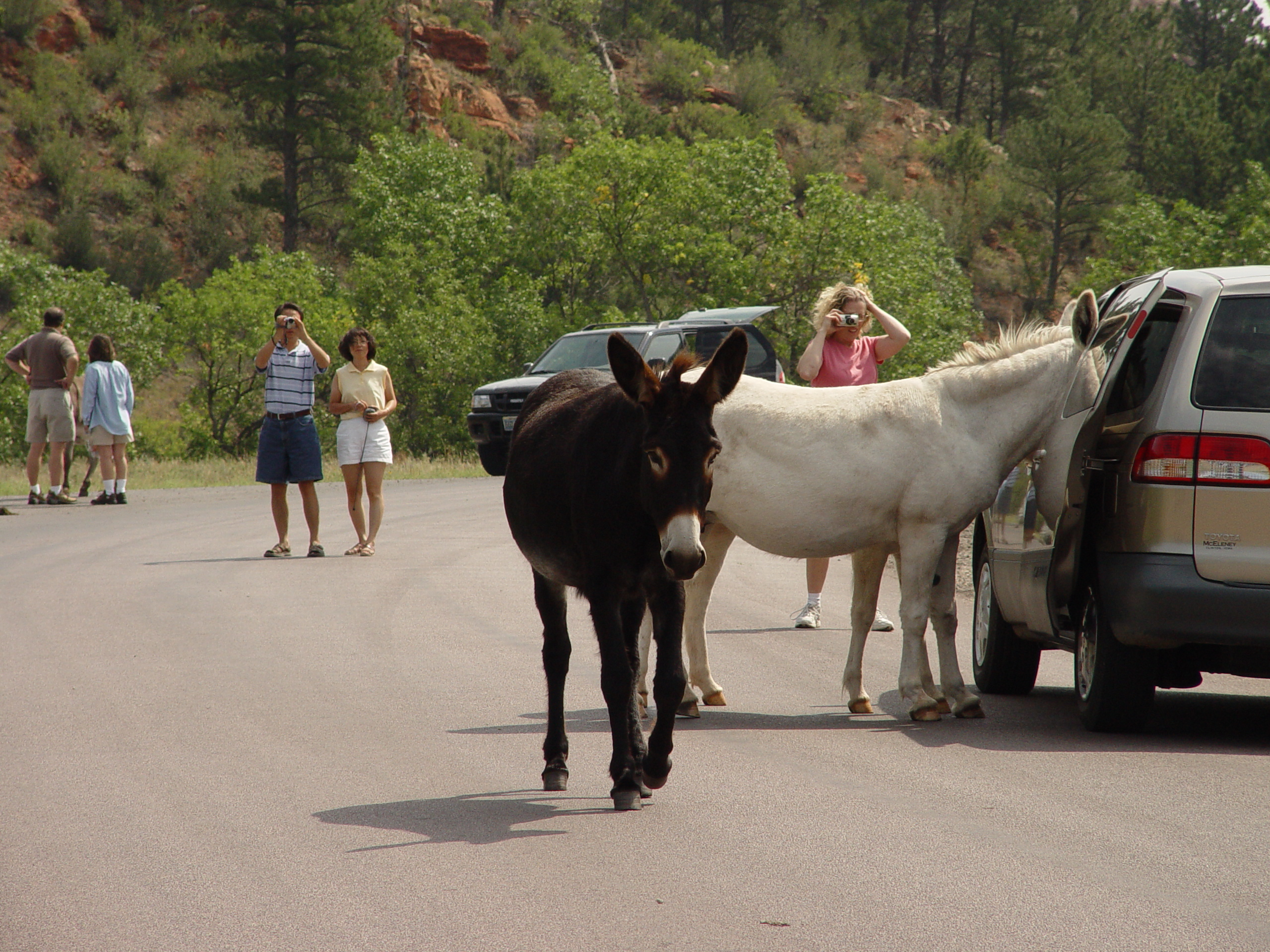
Begging Burros

Begging Burros ("asini accattoni") si riferisce agli asini presenti nel Custer State Park. Per molti anni questi animali si sono avvicinati alle auto dei visitatori chiedendo cibo.
I Begging Burros abitano un'area del parco su una collina dove circa 15 di loro cercano di ottenere tutto il cibo possibile. La carreggiata del Custer State Park è spesso bloccata da questi animali, quindi si consiglia di prestare attenzione e pazienza quando li si incontra.

## Nella cultura popolare
I film girati a Custer State Park includono L'ultima caccia (1956), La conquista del West (1962) e Un uomo chiamato Cavallo (1970).
Il presidente degli Stati Uniti Calvin Coolidge e sua moglie Grace trascorsero una vacanza, di diverse settimane, al Custer State Park durante l'estate del 1927. Nella vicina Rapid City, dove aveva il suo ufficio estivo, Coolidge annunciò ai giornalisti riuniti che non avrebbe tentato la rielezione nel 1928.